# 체르노빌 1986
"체르노빌 1986"(러시아어: Чернобыль)은 2021년 공개된 러시아의 재난 드라마 영화이다. 1986년에 일어난 체르노빌 원자력 발전소 사고를 소재로 하고 있다.

## 출연
- 다닐라 코즐롭스키 - 알렉세이 카르푸신 역
- 옥사나 아킨시나 - 올가 사보스티나 역
- 필리프 아브디브 - 발레라 역
- 랍샤나 쿠르코바 - 디나 역
- 니콜라이 코자크 - 보리스 역
- 막심 블리노프 - 니키타 역
- 이고르 체르네비치 - 트로핀 역
- 아르투르 베샤스트니 - 스티신 역
- 니콜라이 삼소노프 - 콜리아 역
- 삼벨 타데보시안 - 티그란 역
- 마크 재니셀로 - 세르게이 역
- 드미트리 마트비프 - 유리 콘드라튜크 역